# Aldeburgh Sprat-boat
Das Aldeburgh Sprat-boat (deutsch: Aldeburgh Sprottenboot) ist ein kleiner britischer Fischereisegelbootstyp.

## Geschichte
Der Bootstyp wurde in Aldeburgh an der südostenglischen Küste zum Fischfang  verwendet. Der Beginn seiner Verwendungszeit liegt im Dunklen. Die Bauart lässt jedoch darauf schließen, dass die Wurzeln des Typs auf Wikingerüberfälle auf die britische Ostküste im achten und neunten Jahrhundert zurückgehen. Die Verwendung dauerte mit zahlreichen Veränderungen und in größerer Form bis in das frühe 19. Jahrhundert. Der Bootstyp wurde schließlich überflüssig, als keine größeren Zahlen an Seglern im Gebiet von Yarmouth Road ankerten.

## Bauweise
Die offenen im Verhältnis schlank gebauten hölzernen Arbeitssegler erinnern an die Bauweise der East Coast Beach-Yawls. Sie weisen aber zahlreiche Eigenheiten auf. Sind laufen vorne spitz zu und enden achtern aber in einem Spiegelheck. Auf Grund der Luggerbesegelung haben die Boote keinen Bugspriet, aber einen über das Achterschiff und die Ruderpinne hinausreichenden Achterspriet. Die Schiffe verfügten über zwei Masten. Der vordere Mast war dann weit vorlicher als Mittschiffs angeordnet, der achtere Mast steht unmittelbar am hinteren Bootsabschluss.